# Generalitat de Catalunya

Godło Generalitat de Catalunya

Generalitat de Catalunya (wym. wsch. kat. [ʒənəɾəɫiˈtad də kətəˈɫuɲə]) – system instytucjonalny, w ramach którego zorganizowana jest politycznie  autonomia Katalonii. Obecnie jego istnienie i wewnętrzne zależności wynikają wprost z uregulowań Statutu Katalonii. 

## Historia
Generalitat de Catalunya ma w swoje początki w średniowiecznych Kortezach katalońskich, które za rządów króla Aragonii Jakuba I (1208–1276), zbierały się powoływane przez króla, stanowiąc przedstawicielstwo ówczesnych stanów społecznych.

## Struktura
Generalitat składa się zespołu organów: Parlamentu, prezydium Generalitat, Rządu, a także Rady Gwarancji Statutowych, urzędu Síndic de Greuges (ombudsman, dosł. „Rzecznik Zażaleń”), Urzędu Kontroli oraz Rady Audiowizualnej.
Mieszkańcy Katalonii w odbywającym się co cztery lata głosowaniu powszechnym wybierają członków jednoizbowego Parlamentu, którzy następnie wyłaniają ze swego grona Prezydenta Generalitat. Prezydent jest jednocześnie naczelnym organem Generalitat oraz najwyższym przedstawicielem państwa hiszpańskiego w Katalonii. Powołuje on i odwołuje radców Generalitat (consellers) oraz, w razie potrzeby, Pierwszego Radcę (Conseller Primer). Łącznie tworzą oni rząd zwany także Radą Wykonawczą Generalitat. Obsługę wymienionych instytucji prowadzi Administracja Generalitat.

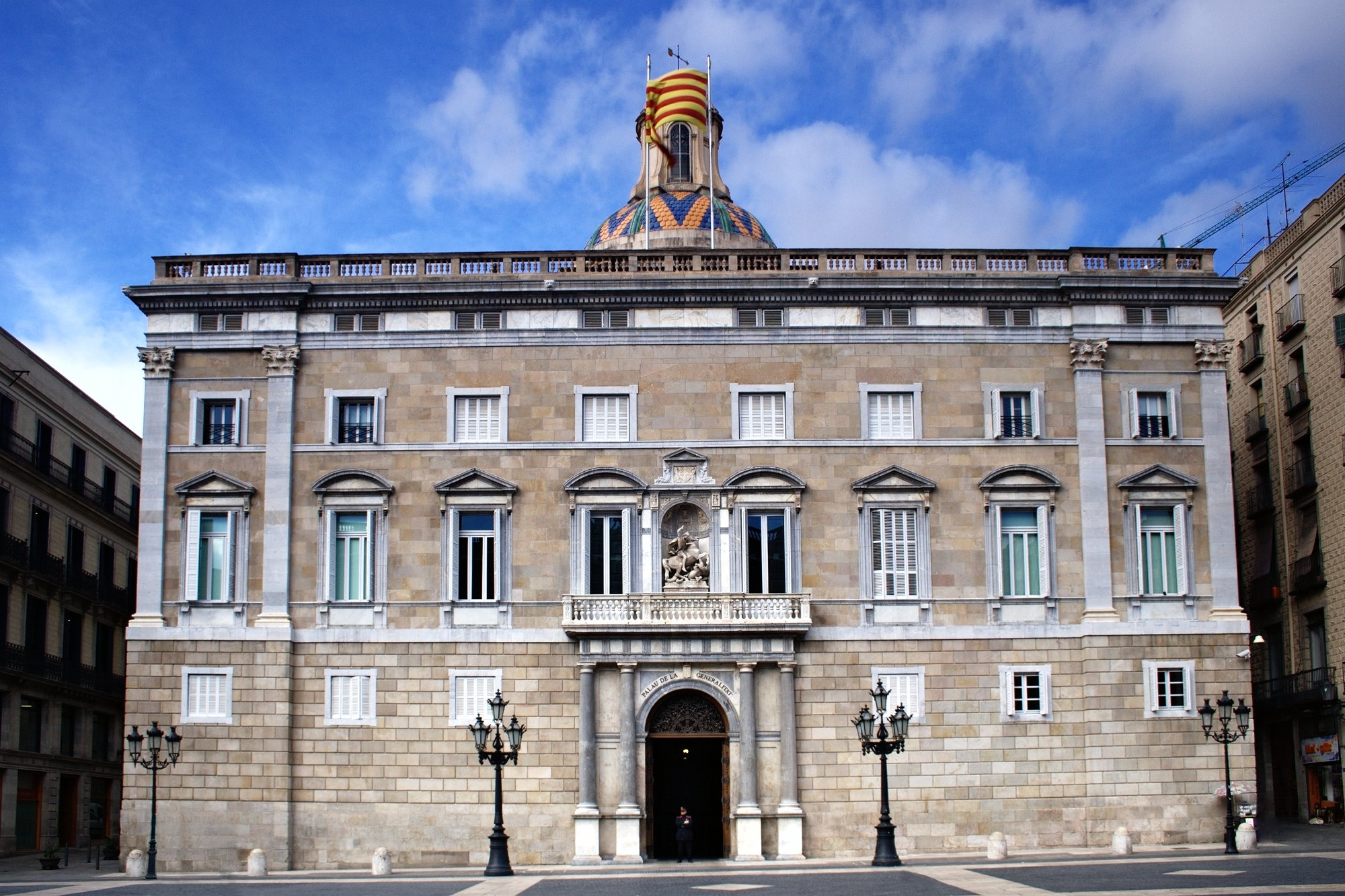
Siedziba Generalitat de Catalunya w Barcelonie
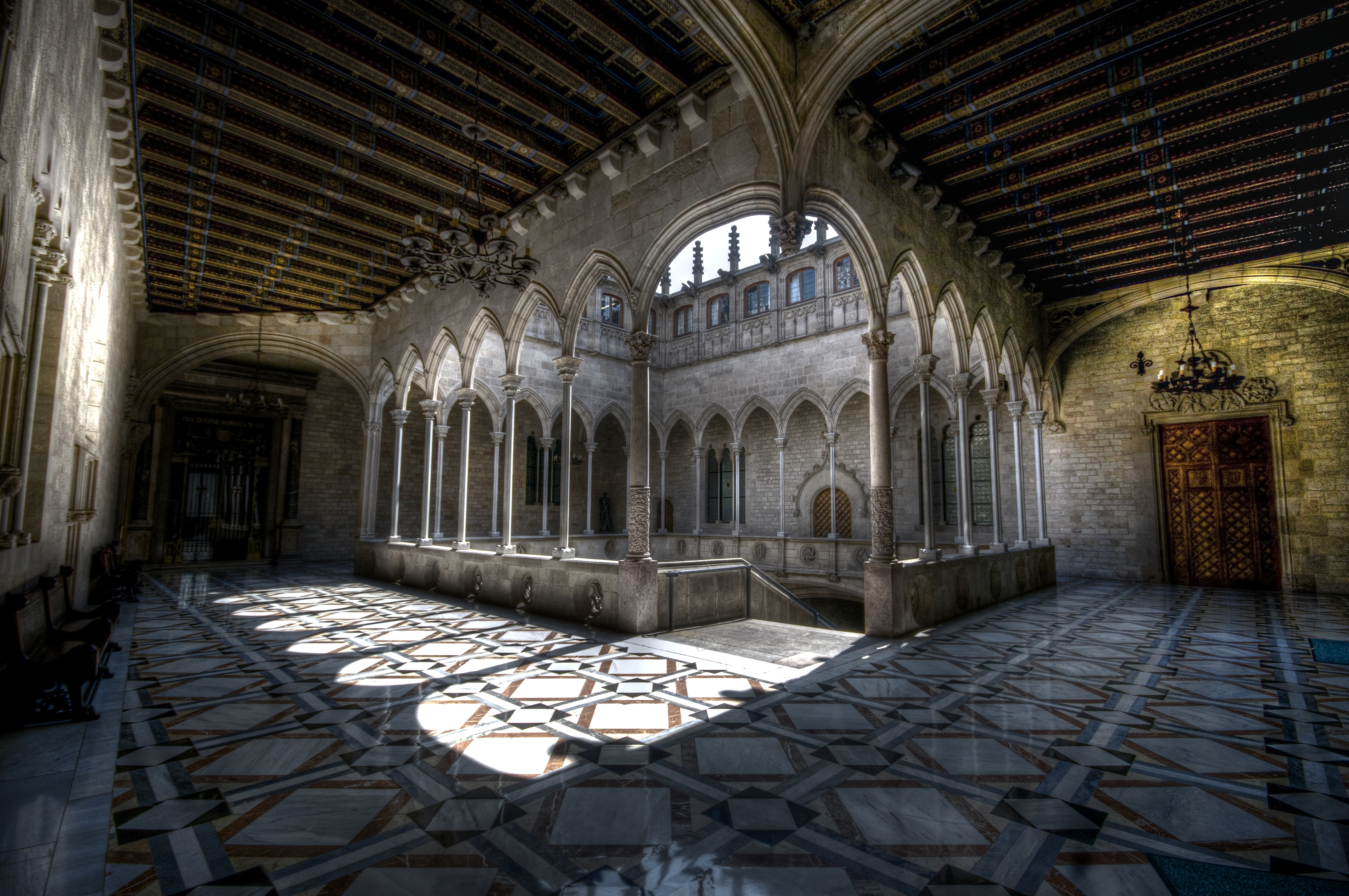
Wnętrze pałacu
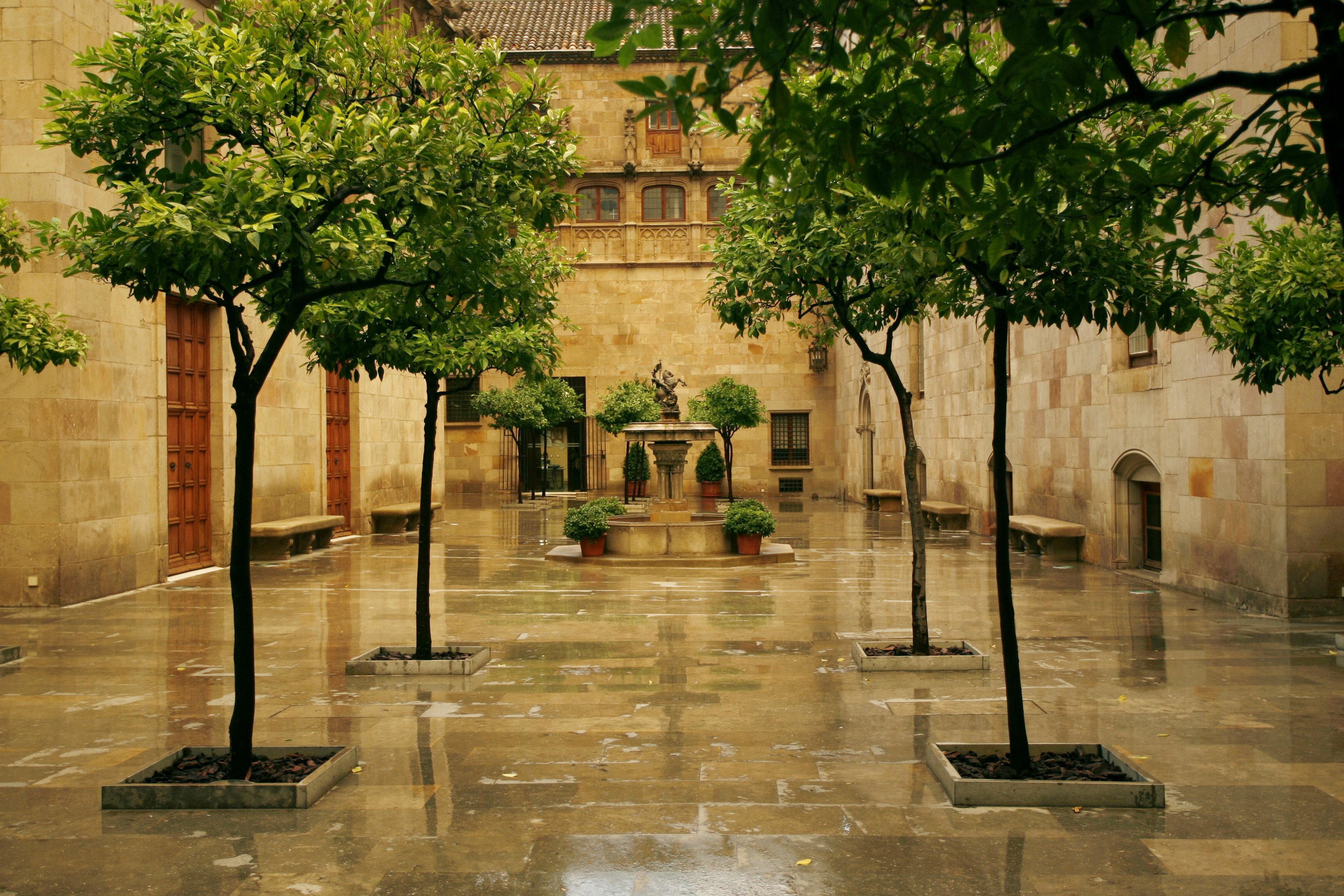
Pati dels Tarongers (Patio Drzew Pomarańczowych)